# Hold On (canção de Young Buck)
"Hold On" é o terceiro single de Young Buck para o seu álbum Buck the World, lançado em 27 de março de 2007. A música contém a participação do rapper 50 Cent, integrante do grupo G-Unit junto com Buck. O videoclipe da música foi gravado na Califórnia.